# KAZ II
Kaz II（カズ・ツー）は、2007年4月18日にオーストラリア北東80海里（グレートバリアリーフ）の海上で発見された難破船。発見時の状況に謎があり、複数の報道機関が「幽霊船」と伝えた。Kaz 2の表記、Kaz 11の表記も見られる。ロイター通信社は「19世紀に発見された幽霊船であるメアリー・セレストを彷彿とさせる」と伝えた。

## 概要

### 出港前後
Kaz IIは全長12メートル（40フィート）のカタマランヨットで、2007年4月14日の日曜にクイーンズランド州からオーストラリア西部へ向けて出港、乗船していたのはそれぞれ船長のデレク・バッテン（56歳）、ピーター・タンステッド（69歳）、ピーターの弟であるジェームズ・タンステッド（63歳）、の3名の男性だった。
警察本部長のロイ・ウォールによれば月曜日（2007年4月15日）から火曜日（2007年4月16日）にかけての海はかなり荒く、風があったが天候はそれから回復したと証言している。

### 発見
スキッパー船「ジリアン」の船長、ギャヴィン・ホーランドが2007年4月16日、ボーエン (クイーンズランド州)沖のサンゴ礁で釣りをしていた際、乗組員不在のまま漂流中のKaz IIを発見、通報した。発見時には既に乗組員は見当たらず、また片方の帆がずたずたに切り裂かれていたと証言している。
クイーンズランド緊急管理事務所のジョン・ホールは地元ラジオのインタビューに対し、
1. 救助隊が船内に入った際、乗組員たちは発見出来なかった。
2. ヨットの帆は上がったままで、片方の帆は破れていた。
3. エンジンはかかったままだった。
4. テーブルの上には食事の用意がされていた。
5. ノートパソコン、ラジオの電源は入ったままだった。
6. GPSが作動中だった。
7. 3人分の救命胴衣を含む、緊急時のサバイバルキットは船内で発見されたが、救命筏は失われていた。

としており、また「乗組員が不在であることを除けばほとんど全てが正常な状態であり、乗組員が居ない理由の兆候は見つからなかった」とコメントしている。

### 捜索
すぐに12機の航空機に依る空および海からの両方で行方不明の乗組員たちの捜索が開始されたが、乗組員は発見されぬまま、2007年5月4日に捜索は断念された。
シドニー・モーニング・ヘラルドは乗組員捜索断念を伝える紙面の中で「最後の無線交信は4月中旬の日曜日（2007年4月15日）の夜に、ジョージ・ポイント付近の砂州に船が座礁したと連絡があった。船長デレク・バッテンとピーターおよびジェームズの兄弟は、座礁した船を動かそうとして暖かいサンゴ礁の海に飛び込んだ。一陣の風が吹き、Kaz IIは乗組員たちが船に戻る前にその場を離れた」という仮説を掲載し、船内が綺麗に整頓されているにも関わらず乗組員たちだけが居ない状況を説明した。しかし同時に、「この仮説を実証するに足る証拠は揃っていない」とも述べている。

## 検視報告
GPSの航海記録を元にクイーンズランド州タウンズビルの連邦検視事務所で調査が行われ、1年半後の2008年8月8日に公式検視報告書が提出された（外部リンク参照）。その中でマイケル・バーンズ連邦検視官は「（乗組員たちの）死亡の状況は断定出来ない」とした。しかし報告書では、失踪直前に撮影されていたビデオ映像、帆の状況などから、一人が帆に引っかかったルアーを取ろうとして海に転落し（この時に帆が裂けた）、救助しようとしたところ強風が吹いて残る二人も転落したうえ船が流され、3人は間もなく力尽きた可能性がある、と推測している。不正行為などについては否定された。